# Jan Hendriks (politicus)
Jan Hendriks (Utrecht, 9 juni 1937) is een voormalig politicus namens het AOV en het CDA.
Hendriks had een carrière als luchtmachtofficier en functies bij de Stichting IVIO achter de rug toen hij in 1995 namens het Algemeen Ouderen Verbond (AOV) in de Eerste Kamer kwam. Daarvoor was hij lid geweest van de VVD, waarvoor hij zich ook lokaal had ingezet.
Na de interne breuk binnen het AOV, waaruit een groep rond Jet Nijpels zich in de Tweede Kamer afsplitste, verliet Hendriks de partij. Tussen 12 september 1995 en 16 juni 1998 zat hij als fractie-Hendriks in de Eerste Kamer. Hierna sloot hij zich aan bij de CDA-fractie. Na de verkiezingen in 1999 keerde hij niet terug in de Kamer.
- International Standard Name Identifier: 0000 0003 9556 7669
- Nederlandse Thesaurus van Auteursnamen: 070349975
- Parlement.com: vg09llq9k7zx
- Virtual International Authority File: 290334033
- WorldCat: E39PBJqfJcXmwrf3KyCCK3q84q